# Dálnice 75 (Izrael)
Dálnice 75, přesněji spíš silnice 75 (hebrejsky: 75 כביש‎, kviš 75) je silniční spojení nikoliv dálničního typu (v úseku od Haify do Ramat Jišaj vícečetné jízdní pruhy ale většinou jen úrovňové křižovatky) v severním Izraeli, o délce 40 kilometrů.

## Trasa silnice

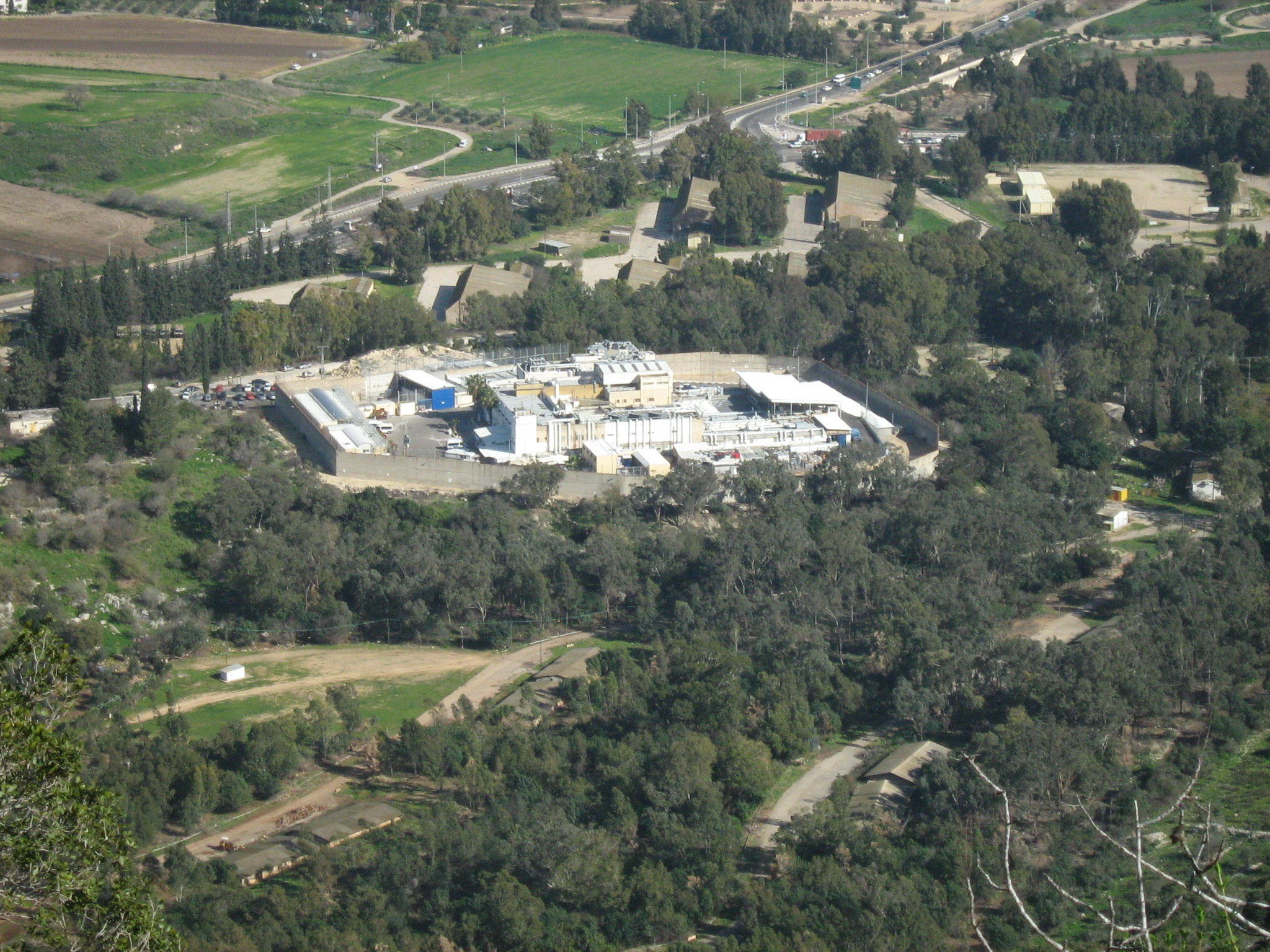
Křížení dálnic 70 a 75 poblíž Ša'ar ha-Amakim

Začíná na východním okraji Haify nedaleko východního portálu Karmelských tunelů, odkud vybíhá jihovýchodním směrem do zemědělsky intenzivně využívané krajiny podél řeky Kišon v Zevulunském údolí nedaleko úpatí svahů pohoří Karmel. V úseku mezi 6. a 10. kilometrem probíhá společně s dálnicí číslo 70. Pak stoupá do pahorků Dolní Galileje, kde prochází městem Kirjat Tiv'on.
Poté se stáčí k východu a opět klesá do zemědělsky využívané krajiny, tentokrát na severním okraji Jizre'elského údolí. Zde míjí města Ramat Jišaj a Migdal ha-Emek. Pak opět stoupá do pahorků Dolní Galileje, směrem k aglomeraci Nazaretu. Končí na severním okraji Nazaretu.